# Léonore, toujours
Léonore, toujours est un roman de Christine Angot paru chez L'Arpenteur-Gallimard en 1994.

## Résumé
Le journal d'une mère qui vient tout juste de mettre au monde une petite fille. Sans morale ni responsabilité apparentes, l'œuvre laisse apparaître l'ambiguïté des sentiments maternels envers l'enfant, entre la violence et l'amour : « J'ai donné la vie. Ça m'a tuée. J'en avais une seule. Je n'écris plus. Depuis aujourd'hui. Ça, ça ne s'appelle pas écrire, ça s'appelle marquer. Je marquerai chaque jour quelque chose sur elle, au moins une ligne. Il n'y a qu'elle. Que ça. Que ça. Qui m'a tuée. »

## Éditions
- Léonore, toujours, L'Arpenteur-Gallimard, 1994.
  - Léonore, toujours, Fayard, 1997 - rééd. Pocket, 2001.
  - Léonore, toujours, Le Seuil, 2010.